# William Gibson (calciatore 2007)
William Gibson (22 novembre 2007) è un calciatore liberiano, attaccante dell'Heaven Eleven e della nazionale liberiana.

## Carriera

### Club
Gibson è cresciuto nelle giovanili dell'Heaven Eleven, dove ha iniziato la carriera in prima squadra nel 2022.

### Nazionale
Ha debuttato con la nazionale liberiana il 20 marzo 2024 nell'incontro di qualificazione per la Coppa d'Africa 2025 vinto 2-0 contro Gibuti. Il 6 settembre seguente ha segnato il suo primo gol nella trasferta pareggiata 1-1 contro il Togo.

## Statistiche

### Cronologia presenze e reti in nazionale
| Cronologia completa delle presenze e delle reti in nazionale ― Liberia | Cronologia completa delle presenze e delle reti in nazionale ― Liberia | Cronologia completa delle presenze e delle reti in nazionale ― Liberia | Cronologia completa delle presenze e delle reti in nazionale ― Liberia | Cronologia completa delle presenze e delle reti in nazionale ― Liberia | Cronologia completa delle presenze e delle reti in nazionale ― Liberia | Cronologia completa delle presenze e delle reti in nazionale ― Liberia | Cronologia completa delle presenze e delle reti in nazionale ― Liberia |
| Data                                                                   | Città                                                                  | In casa                                                                | Risultato                                                              | Ospiti                                                                 | Competizione                                                           | Reti                                                                   | Note                                                                   |
| ---------------------------------------------------------------------- | ---------------------------------------------------------------------- | ---------------------------------------------------------------------- | ---------------------------------------------------------------------- | ---------------------------------------------------------------------- | ---------------------------------------------------------------------- | ---------------------------------------------------------------------- | ---------------------------------------------------------------------- |
| 20-3-2024                                                              | Marrakech                                                              | Gibuti                                                                 | 0 – 2                                                                  | Liberia                                                                | Qual. Coppa d'Africa 2025                                              | -                                                                      | 68’                                                                    |
| 26-3-2024                                                              | Monrovia                                                               | Liberia                                                                | 0 – 0                                                                  | Gibuti                                                                 | Qual. Coppa d'Africa 2025                                              | -                                                                      | 65’                                                                    |
| 5-6-2024                                                               | Soweto                                                                 | Namibia                                                                | 1 – 1                                                                  | Liberia                                                                | Qual. Mondiali 2026                                                    | -                                                                      | 88’                                                                    |
| 9-6-2024                                                               | Oujda                                                                  | São Tomé e Príncipe                                                    | 0 – 1                                                                  | Liberia                                                                | Qual. Mondiali 2026                                                    | -                                                                      | 55’                                                                    |
| 6-9-2024                                                               | Lomé                                                                   | Togo                                                                   | 1 – 1                                                                  | Liberia                                                                | Qual. Coppa d'Africa 2025                                              | 1                                                                      | 71’                                                                    |
| 10-9-2024                                                              | Monrovia                                                               | Liberia                                                                | 0 – 3                                                                  | Algeria                                                                | Qual. Coppa d'Africa 2025                                              | -                                                                      | 46’ 55’                                                                |
| 14-10-2024                                                             | Monrovia                                                               | Liberia                                                                | 1 – 2                                                                  | Guinea Equatoriale                                                     | Qual. Coppa d'Africa 2025                                              | 1                                                                      | 46’                                                                    |
| 27-10-2024                                                             | Monrovia                                                               | Sierra Leone                                                           | 1 – 2                                                                  | Liberia                                                                | Qual. CHAN 2024                                                        | -                                                                      |                                                                        |
| 1-11-2024                                                              | Monrovia                                                               | Liberia                                                                | 1 – 1                                                                  | Sierra Leone                                                           | Qual. CHAN 2024                                                        | -                                                                      |                                                                        |
| 13-11-2024                                                             | Monrovia                                                               | Liberia                                                                | 1 – 0                                                                  | Togo                                                                   | Qual. Coppa d'Africa 2025                                              | -                                                                      | 57’                                                                    |
| 17-11-2024                                                             | Tizi Ouzou                                                             | Algeria                                                                | 5 – 1                                                                  | Liberia                                                                | Qual. Coppa d'Africa 2025                                              | -                                                                      | 84’                                                                    |
| 22-12-2024                                                             | Monrovia                                                               | Liberia                                                                | 1 – 1                                                                  | Senegal                                                                | Qual. CHAN 2024                                                        | -                                                                      |                                                                        |
| 28-12-2024                                                             | Dakar                                                                  | Senegal                                                                | 3 – 0                                                                  | Liberia                                                                | Qual. CHAN 2024                                                        | -                                                                      | 80’                                                                    |
| 24-3-2025                                                              | Monrovia                                                               | Liberia                                                                | 2 – 1                                                                  | São Tomé e Príncipe                                                    | Qual. Mondiali 2026                                                    | -                                                                      | 76’                                                                    |
| Totale                                                                 |                                                                        | Presenze                                                               | 14                                                                     |                                                                        | Reti                                                                   | 2                                                                      |                                                                        |